# 勝手なやつら
『勝手なやつら』（かってなやつら）は、高橋留美子のデビュー作。高橋留美子の短編集である『るーみっく・わーるど 2』及び『高橋留美子傑作短編集 1』に収録されている。
1978年、第2回小学館新人コミック大賞佳作を受賞。サンデー本誌に掲載されてデビューとなる。これにより高橋留美子の代表作となった『うる星やつら』の初連載へと繋がっており、原案にもなっている。

## あらすじ
新聞配達員のケイが、諸事情によって半魚人・宇宙人・地球人にそれぞれ1個ずつ、合計3種類の異なる爆弾を体内に埋め込まれてしまう。3つの爆弾のどれか一つでも爆発すると残りの爆弾も誘爆し、複合作用により宇宙が無くなるほどに威力が増大してしまった。
起爆スイッチを押さない限り爆発しないと安心した直後、地球人科学者が、爆弾をケイの心臓と連動させ、ケイが死んだり体内から出すと爆発するようにしてしまったことを告白。宇宙の存続のため、彼は皆に大事にされる事になる。　

## 主な登場人物
ケイ
新聞配達を生きがいとする少年。とにかく新聞配達を一途にこなすマンネリ少年。驚くべき物事にもほとんど動じない。体内に爆弾を3つ仕掛けられるが本人はそれを知らずに、新聞配達を続けていくようだ。なお、『うる星やつら』の「お雪」の回にも後半に雪男間男事件の号外を配る役で登場している。
茜
一年前から半魚人に捕まってペット扱いされていた少女。ケイに助けられ半魚人の下から共に脱走するが、その際ケイに好意を抱いたもよう。
一号・二号
地球侵略にやってきた宇宙人。なぜか黒眼鏡をかけている。高度な科学技術力を持ち、爆発すると地球が吹っ飛ぶ威力を持つ超小型爆弾をケイの体内に埋め込んで、地球人を脅そうとする。自身らも半魚人に捕まる。
半魚人
水のない地上に適応するために宇宙服の様な服を着ている。なぜか黒眼鏡をかけている。高度な科学技術力を持ち、爆発すると地上の空気がなくなる威力を持つ超小型爆弾をケイの体内に埋め込んで、地上人を脅して支配しようとする。なお、『うる星やつら』の初期において度々登場している。
松戸先生
優秀な科学者であるが、爆弾マニアでもある。宇宙人と半魚人の爆弾に対抗意識を燃やし、心臓が止まると爆発する超小型爆弾をケイの体内に埋め込む。マッドサイエンティスト。
防衛庁長官
宇宙人やら半魚人やらややこしい連中に辟易し、ケイを犠牲にしてなんとか事態を乗り切ろうと考える。松戸先生に超小型爆弾のケイの体内への埋め込みを依頼する。『うる星やつら』の「絶体絶命」の回の終盤において諸星夫妻にラム・三宅しのぶ・諸星あたるの三角関係の犠牲になった自衛隊のヘリコプターの弁償を要求している。

## 評価
1978年、第2回小学館新人コミック大賞佳作を受賞。掲載した雑誌のアンケートにおいて、新人作家の読み切りであるにもかかわらず上位に入り、それがその後の『うる星やつら』の連載につながるほどの評価を受けた。当時の編集長は「すごいのが来た、天才だ」と評した。少年誌でSF的な作品を描こうとして編集者に何度も制止された経験を持つ吾妻ひでおは、当時この作品を読み「マンガが帰ってきた」と感動し、『週刊少年サンデー』の掲載号を3冊も買ったという。
『うる星やつら』の原案となったデビュー作であり、当時は「SF快作」と銘打たれて掲載された。20歳の新人女流作家が少年誌でSF漫画を掲載するという、当時では革新的デビューを果たし、直後の『うる星やつら』の連載開始につながった。当時は藤子不二雄の『ドラえもん』『キテレツ大百科』など、SF要素を取り入れる作風は存在していたが、高橋はラブコメにSFの要素を取り入れ、類や性別を超えた恋愛劇を描き出した。これにより通常とまた違った深みを出すことに成功し、後年の漫画、アニメ、映画界に影響を与えた。
高橋のコミックス累計販売2億冊を記念して、『少年サンデー』では完全再掲版として掲載された。
月刊flowers2013年2月号（小学館）の萩尾望都との対談記事で、萩尾は高橋のことをデビュー作『勝手なやつら』から注目していた作家だと語っている。

## 『うる星やつら』への影響
『勝手なやつら』は『うる星やつら』の原案となっている。
作中に出てくる半魚人は、高橋が井上ひさしの『青葉繁れる』が好きで、仙台の物語で“だっちゃ”が出てくることから引用したという。『勝手なやつら』の半魚人がなまっていて「ラムもそうしたらいいんじゃない？」と“だっちゃ”は編集陣からのアドバイスを受けてそのような設定になった事を明かしている。